# Smokemont Bridge
Le Smokemont Bridge est un pont américain à Smokemont, dans le comté de Swain, en Caroline du Nord. Construit dans les années 1950, ce pont à poutres doté d'un tablier en bois permet le franchissement de l'Oconaluftee dans le parc national des Great Smoky Mountains.